# 本木克英
本木 克英（もとき かつひで、1963年〈昭和38年〉12月6日 - ）は、日本の映画監督。監督作品に2009年の『鴨川ホルモー』や2014年の『超高速!参勤交代』（2014年）がある。2022年6月より、日本映画監督協会の理事長に就任。

## 経歴
富山県富山市出身。富山大学教育学部附属中学校、富山県立富山中部高等学校を経て、早稲田大学政治経済学部卒業。1987年松竹に助監督として入社。同期に朝原雄三がいる。木下惠介、森﨑東、勅使河原宏に師事し、助監督やプロデューサーとして活躍する。
1993年、文化庁在外芸術家派遣研修生として1年間のアメリカ留学を行う。帰国後の1998年、谷崎光原作の『てなもんや商社』にて監督デビューする。以降、松竹の劇場映画・テレビドラマなどを支える屋台骨として活躍。
2017年2月28日付で松竹を退社し、フリーランスに転向する。2022年6月には日本映画監督協会の理事長に選出されている。

## 作品

### 映画

#### 参加作品
- スペインからの手紙 ベンポスタの子どもたち（1993年、助監督）
- GONIN（1995年、プロデュース）
- 虹をつかむ男（1996年、プロデュース）
- 映画監督って何だ!（2006年、出演）

#### 監督作品
- てなもんや商社（1998年）[6][7][5]
- 釣りバカ日誌イレブン（2000年）
- 釣りバカ日誌12 史上最大の有給休暇（2001年）
- 釣りバカ日誌13 ハマちゃん危機一髪!（2002年）
- ドラッグストア・ガール（2004年）
- ゲゲゲの鬼太郎（2007年）
- 犬と私の10の約束（2008年）
- ゲゲゲの鬼太郎 千年呪い歌（2008年）
- 鴨川ホルモー（2009年）[3][4]
- おかえり、はやぶさ（2012年）
- 関西ジャニーズJr.の京都太秦行進曲!（2013年）
- すべては君に逢えたから（2013年）
- 超高速!参勤交代（2014年）[1]
- 超高速!参勤交代 リターンズ（2016年）
- 空飛ぶタイヤ（2018年）
- 映画 少年たち（2019年）
- 居眠り磐音（2019年）
- 大コメ騒動（2021年）
- シャイロックの子供たち（2023年）[9]
- カーリングの神様（2024年）[10]
- 火喰鳥を、喰う（2025年10月3日公開予定）

### テレビドラマ
- 丹下左膳（2004年）
- 天切り松 闇がたり（2004年）
- 天下騒乱〜徳川三代の陰謀（2006年）
- めぞん一刻（2007年）
- 犬を飼うということ〜スカイと我が家の180日〜（2011年）第1話・第2話
- 松本清張没後20年特別企画・留守宅の事件（2013年）
- 金曜プレステージ・鬼女（2013年）
- 連続ドラマW・大江戸グレートジャーニー〜ザ・お伊勢参り〜
- NHK特集ドラマ 混声の森（2022年）

## 受賞
- 第18回藤本賞新人賞（『てなもんや商社』）[2]
- 第1回沖縄国際映画祭 コンペティション部門 ゴールデンシーサー賞（グランプリ）（2009年『鴨川ホルモー』）[3][4]
- 第38回日本アカデミー賞優秀監督賞（2015年、『超高速!参勤交代』）[1]